# Patty Waters
Pour les articles homonymes, voir Waters.
Patty Waters, née le 11 mars 1946 et morte le 29 juin 2024, est une chanteuse de jazz, reconnue pour ses enregistrements free jazz dans les années 1960 sur le label ESP-Disk. Bien qu'elle ait peu enregistré depuis, elle est de plus en plus reconnue comme une artiste innovante dans l'art du chant et dont l'influence va au-delà du jazz.

## Biographie
Patty Waters naît en Iowa. Elle commence à chanter de manière semi-professionnelle au lycée. Ensuite elle chante avec le Jerry Gray Hotel Jazz Band. Sa famille s'installe à Denver où elle commence à écouter Billie Holiday dont la vie et le chant sont pour elle une profonde influence.
Au début des années 1960 sur les conseils d'amis elle s'installe à New York. Albert Ayler l'entend dans un club et la présente à Bernard Stollman, le propriétaire du label de jazz expérimental ESP-Disk. Ses deux albums les plus marquants, Sings (1965) et College Tour (1966), sont produits par ce label.
Son enregistrement le plus connu est une version de près de 14 minutes du traditionnel « Black is the colour of my true love's hair » (sur Sings), rendu dans un cri intense, obsessionnel et angoissé.
À la fin des années 1960, elle passe quelque temps en Europe puis abandonne le monde de la musique pour élever son fils (né en 1969) en Californie. Près de 30 ans plus tard, en 1996, elle enregistre l'album Love Songs et recommence à se produire en public. On l'a vue notamment dans des concerts avec le pianiste Burton Greene dans deux festivals en mai 2003 : Visions Festival à New York et Le Weekend à Stirling,.
En 2004 elle sort You Thrill Me: A Musical Odyssey, une collection de chansons rares et inédites des années 1962-1979.
ESP-Disk a ressorti Sings et College Tour sur un même CD (The Complete ESP-Disk Recordings) en 2006.
Elle a une sœur.

## Influence
Diamanda Galás, Patti Smith et Lydia Lunch ont toutes cité Patty Waters comme une de leurs influences.
Le groupe de rock Telstar Ponies a fait une reprise de la chanson « Moon, don't come up tonight » et a intitulé l'une de ses chansons « Patty Waters ».
Thurston Moore du groupe Sonic Youth est un autre admirateur.

## Discographie
- 1965 : Sings [ESP-Disk]
- 1966 : College Tour [ESP-Disk]
- 1969 : participation à Marzette Watts Ensemble [Savoy]
- 1996 : Love Songs [Jazz Focus]
- 2004 : You Thrill Me: A Musical Odyssey 1962-1979 [Water]
- 2005 : Happiness Is a Thing Called Joe: Live in San Francisco 2002 DBK Works
- 2006 : The Complete ESP-Disk Recordings [ESP-Disk]